# Bahawalpur
|  | Per a altres significats, vegeu «Bahawalpur (desambiguació)». |

Escut

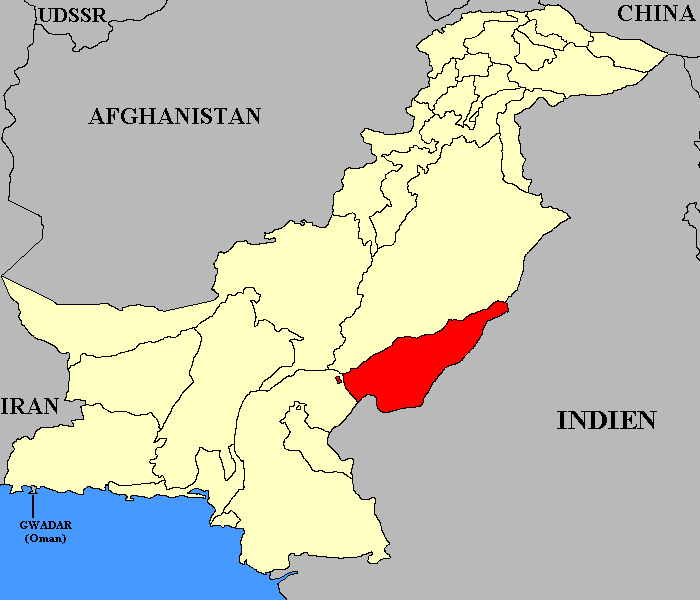
Fronteres de Bahawalpur dins del Pakistan el 1947

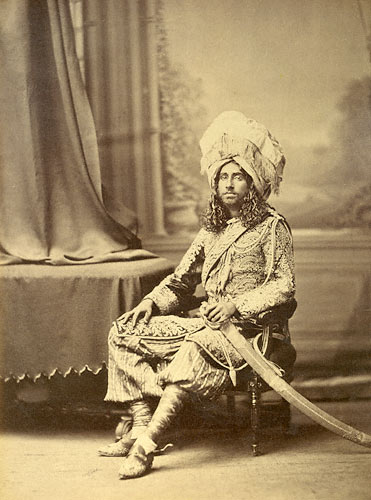
El Nawab Muhammad Bahawal Khan Abbasi V Bahadur de Bahawalpur vers el 1882.

L'estat de Bahawalpur fou un antic principat de l'Índia Britànica, avui al Pakistan, amb una superfície de 42,564 km² estès durant uns 480 km a l'esquerra dels rius Sutlej, Pandjnad i Indus, amb una profunditat mitjana de 65 km. El 1945 tenia al tomb d'1.500.000 habitants (1341.209 el 1941). La majoria de la població era musulmana i d'ètnia seraiki. El títol del governant era el de nabab (nawab) i tenia un dret de salutació hereditari de 17 canonades. La seva capital fou la ciutat de Bahawalpur. La població és majoritàriament seraiki, amb una minoria de balutxis de llengua seraiki i presència de marwaris a la zona menys poblada prop de la frontera amb el Rajasthan indi. També hi hagut migració recent de panjabis ètnics del nord del Panjab.

## Geografia
Limitava al nord-est amb el districte de Sirsa (Bhattiana), a l'est i sud, amb Bikaner i Jaisalmer (principats de Rajputana), al sud-oest amb Sind, i al nord-oest amb els rius Indus i Sutlej. Superfície uns 39.000 km² dels quals dos terços eren desert. Població el 1881: 573.494 habitants (5/6 parts musulmans) amb 922 pobles. Població el 1891: 650.042 i el 1901: 720.877 habitants, amb 1008 pobles.
Les poblacions principals eren Bahawalpur (ciutat), Ahmadpur (East), Khanpur, Uchh, Garhi Mukhtiyar Khan, Khairpur, Ahmadpur (West), i Minchinabad. Restes arqueològiques es troben a Bijnot, Marot, Pattan Munara, Sarwahi, Sui Vehar, i Uch. Les ètnies principals del país són els seraikis, jats, rajputs, i balutxis.
Emetia segells de correu i tenia un conveni amb els britànics. Abans de 1886 també encunyava moneda (les rúpies bahaivalpuris, 1 rúpia = 12 annes; i els ahmadpuris 1 ahmadpuri = 10 anna), però posteriorment es va introduir la moneda britànica de l'Índia. L'estat disposava d'un petit exèrcit. Una forá de cavalleria es va organitzar el 1888 però fou dissolat el 1900. La policia la formaven 529 oficials i soldats. A cada tahsil hi havia diversos cercles de policia (thana) fins a un total de 30 a tot el país.

## Història
L'estat fou fundat al segle XVIII en independitzar-se amb la descomposició de l'imperi afganès Durrani després de l'expulsió de Shah Shudja de Kabul. Va encunyar moneda el 1802 amb permís de Shah Mahmud de Kabul. La capital fou fundada pel segon sobirà, el Nawab Muhammad Bahawal Khan Abbasi el 1748 en lloc de Derawar (llavors l'estat es deia Derawar); la dinastia abbasi (abbasiyya) va sorgir d'una família daudpota del Sind i va governar fins al 1954, primer com a tributària dels sikhs i després del 1836 independent; l'octubre de 1838 va signar un virtual tractat de protectorat amb el britànics quan es van fer passos per restaurar a Shah Shudja a Kabul.
Els punts principals del tractat eren:
- S'establia el protectorat britànic
- El nawab tindria una posició subordinada i de cooperació amb el govern britànic i reconeixeria la seva supremacia
- El nawab no podria entrar en negociacions amb cap estat sense consentiment del govern britànic
- El nawab estava exclòs de cap agressió per part dels britànics
- El nawab i els seus hereus serien governants absoluts del país
- La jurisdicció britànica no podia ser introduïda.

Durant la primera guerra anglo-afganesa el nawab va ajudar els britànics i el 1847-1848 va cooperar a l'expedició de Sir Herbert Edwardes contra Multan i fou recompensat amb la cessió dels districtes de Sabzalkot i Bhoung, i una pensió vitalícia de deu mil lliures anuals.
Bahawal Khan III va morir el 1852 i el va succeir el seu fill tercer Nawab Amir Sadiq Muhammad Khan III; tenia el suport dels militars però no dels caps locals i finalment es va haver d'exiliar al no obtenir el suport britànic (1853) que consideraven hereu legítim al fill gran; va rebre una pensió però com que va voler recuperar el poder fou enviat presoner al fort de Lahore pels anglesos (on va morir el 1863). El fill gran, el nabab, Fath Muhammad Khan, va morir el 3 d'octubre del 1858 i fou succeït pel seu fill Rahim Yar Khan, amb el nom de Bahawal Khan IV; a partir de 1863 es van produir revoltes locals contra el nawab (1863 i 1866) degudes a la seva crueltat, que foren sufocades; va morir sobtadament el 25 de març de 1866, potser enverinat, i el va succeir el seu fill de 4 anys Nawab Amir Sir Sadiq Muhammad Khan IV sota la regència d'un agent polític britànic. Va arribar a la majoria d'edat el 1879. En la guerra de l'Afganistan (1878-1880) va posar tots els recursos de l'estat al servei dels britànics. Va morir el 15 de febrer del 1899 i el va succeir el seu fill Bahawal Khan Abbasi V amb 19 anys, amb el coronel L.J.H. Grey (1899-1903) com a regent. El 1901 fou declarat major d'edat i el 1903 va rebre tots els poders. Va morir l'octubre del 1907 a Aden, quan tornava de pelegrinar a la Meca i el va succeir el seu fill Sadiq Muhammad Khan V de 3 anys. De 1907 a 1922 un consell de regència va governar l'estat amb Rahim Bakhsh com a president, càrrec que va exercir 17 anys fins a l'arribada del nabab a la majoria.
Encara sota el Nawab, Sadiq Muhammad Khan Abbasi V, l'estat fou incorporat al Pakistan (1954) segons l'acord de 3 d'octubre de 1947.

## Governants
- 1.- Amir Mubarak Khan I 1701-1723
- 2.- Nawab Amir Sadiq Muhammad khan I 1723-1744 (primer nabab)
- 3.- Nawab Amir Muhammad Bahawal Khan I 1744-1749
- 4.- Nawab Amir Mubarak Khan II 1749-1773
- 5.- Nawab Amir Muhammad Bahawal Khan II 1773-1809
- 6.- Nawab Amir Sadiq Muhammad Khan II 1809-1825
- 7.- Nawab Amir Muhammad Bahawal Khan III 1825-1852
- 8.- Nawab Amir Sadiq Muhammad Khan III 1852-1853
- 9.- Nawab Amir Fath Muhammad Khan 1853-1858
- 10.- Nawab Amir Muhammad Bahawal Khan IV 1858-1866
- 11.- Nawab Amir Sir Sadiq Muhammad Khan IV 1866-1899
- 12.- Nawab Amir al-Haj Muhammad Bahawal Khan V Abbasi 1899-1907
- 13.- Al-Haj Nawab Amir Sir Sadiq Muhammad Khan V Abbasi Rukn-ud-Daula Nusrat-i-Jang Said-ud-Daula Hafiz-ul-Mulk Mukhlis-ud-Daula Muin-ud-Daula 1907-1954 (+1966)

## Bandera

bandera de 1885–1945

bandera de 1945–1955

La bandera de Bahawalpur fou adoptada el 1885 i era de tres bandes verticals vermella, groga i verda amb una mitja lluna i estel al centre de la banda groga (les puntes de l'estel cap a la part superior).
El 1945 fou canviada per afegir el negre, símbol dinàstic i es va col·locar un trapezi negre al pal (segons el model de la moderna bandera de Kuwait) amb la mitja lluna i l'estel en blanc (les puntes de l'estel mirant al vol).
L'estendard reial, adoptat el 1935, era negre amb la mitja lluna i l'estel (puntes cap amunt) en blanc i diverses inscripcions també en blanc.

## Escut
L'escut està format per quatre quarters: el primer amb 4 estels horitzontals (els companys del profeta) amb tres branques de blat sota que representen 'agricultura local; el segon una mitja lluna i estel el símbol dinàstic; el tercer cinc línies ondulades que representen els 5 rius del Panjab; i el darrer un camell, representant la terra i els animals propis. Està sostingut per dos pelicans que és l'ocell de l'estat; a la part inferior una cinta amb el nom "Sadia Dost" en lletres aràbigues (Amic verdader) i tres medalles.

## Divisió administrativa
L'estat estava dividit en tres nizamats, subdividits en 3 tahsils cadascun:
- Bahawalpur al centre
- Minshinabad, al nord
- Khanpur, al sud

Els 9 tahsils eren Minchinabad, Nahr Sadikiyah, Khairpur, Bahawalpur, Ahmadpur, 
Allahabad, Khanpur, Naushahra, i Ahmadpur Lamina. Els nizamats estaven governats per naziws i els tahsils per tahsildars o naib-tahsildars. L'estat incloïa 16 municipalitats governades per un mushir-i ala cadascuna.